# MTV Europe Music Award za nejlepší severoamerický počin
Seznam výherců a nominovaných MTV Europe Music Awards v kategorii Nejlepší severoamerický počin.

## 2010 - 2019
| Rok  | Vítěz          | Nominovaní                                                                                 |
| ---- | -------------- | ------------------------------------------------------------------------------------------ |
| 2011 | Britney Spears | - Beyoncé - Lady Gaga - Bruno Mars - Foo Fighters - Justin Bieber - Katy Perry - Lil Wayne |